# 小泉ヤスヒロ
小泉 ヤスヒロ（こいずみ ヤスヒロ）は、日本の漫画家。2004年に小泉裕洋から現在のペンネームに変更した。
主にスポーツを題材とした作品を執筆している。

## 作品リスト

### 漫画
- 『ワインド・アップ!!』 小学館、1989年、少年サンデーコミックス、全5巻
- 『ダイヤモンドがまぶしくて』 集英社、ジャンプコミックスデラックス、全3巻
- 『キャッチ★ボール』
- 『競艇少女』（原作：寺島優）集英社、全14巻
- 『とうちゃんロボ』小学館、2015年、全1巻
- 『ご当地ラーメン誕生物語』 ホーム社、2011年、全1巻 ISBN 978-4834243987 - 札幌ラーメン、喜多方ラーメン、横浜家系ラーメンなど東日本のご当地ラーメンの誕生秘話を紹介。ラーメン女子大生として活動していた本谷亜紀のインタビュー記事がコーナーとして掲載されている。
- 『今日から派遣サイボーグ』芳文社、2021年[1]

### イラストレーション
- 犬犬学園 キミがいるから。